# تریستان مارگی
تریستان مارگی (انگلیسی: Tristan Marguet؛ زادهٔ ۲۲ اوت ۱۹۸۷) دوچرخه‌سوار اهل سوئیس است.
وی در مسابقات کشوری و بین‌المللی در مجموع برندهٔ ۱ مدال نقره شده‌است.